# Руденко, Александр Анатольевич

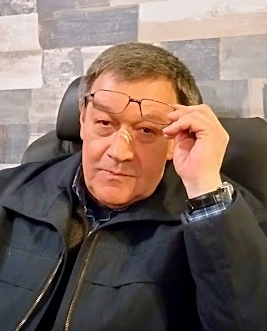
А. Руденко в [https://www.google.com/maps/place/%D0%91%D0%B8%D0%B3%D0%BB%D0%B0+%D0%91%D0%B0%D1%80+%D0%91%D0%B5%D1%80%D0%BD%D0%B0%D1%80%D0%B4/@42.6711668,23.3272675,17z/data=!3m1!4b1!4m6!3m5!1s0x40aa85017bfdce39:0xe56e919ece8c855d!8m2!3d42.6711668!4d23.3272675!16s%2Fg%2F11nft6t0y7?authuser=0&entry=ttu Бигла Бар Бернард.

Александр Анатольевич Руденко (род. 25 июля 1953, Москва) — советский, российский и болгарский поэт, прозаик, переводчик. Лауреат Международной Ботевской премии (Болгария, 2011 год). Член Союза писателей России, почетный член Союза болгарских писателей и Союза переводчиков Болгарии.

## Биография
Александр Руденко родился в 1953 году в Москве в семье военного летчика и врача-онколога. В 1977 завершил обучение в Литературном институте имени А. М. Горького, в 1980 аспирантуру Литинститута. Стихи публикует с 17-летнего возраста. Является членом Союза писателей России, почетным членом Союза болгарских писателей и Союза переводчиков Болгарии.
В 1974 году по приглашению болгарского поэта Андрея Андреева, однокурсника по Литературному институту, Александр Руденко впервые оказался в Болгарии – в стране, которую, как он позже сказал в одном из интервью болгарским СМИ, почувствовал близкой и соразмерной своей душе. В тот первый приезд он познакомился и со своей будущей женой болгаркой Иванкой. Так началось его увлечение историей и культурой Болгарии, овладевание языком и работа над переводами классической, современной и народной болгарской поэзии.
Руденко является автором ряда книг стихотворений и поэм, среди которых: «С луной на крыле», «Лучшие стихотворения», «Четвертый ветер», «Бардак», «Старец», «Триада приключений», пятитомник «Избранное в пяти книгах» (2015—2020). Также его перу принадлежат — комическая драма в стихах «Облом», прозаические книги «Иванка. Моя жена — колдунья», «Мужик Федор» (в соавторстве с Николаем Никишиным), «Иванка. Ведать и исцелять». Произведения переводились на болгарский, английский, испанский, французский, немецкий и другие языки.
Его, так называемым «озорным» поэмам, критик и литературовед Лев Аннинский в журнале «Дружба народов» посвятил обзорную статью «Апохеризм как последняя стадия пофигизма».
Критик Николай Переяслов в своей статье „Как подобает большому зверю“ назвал Александра Руденко „большим зверем от поэзии“.
Александр Руденко является соавтором своего сына Анатолия Руденко-Зора в работе над двухтомником «Ответы непосвященному», который несколько раз переиздавался в России и в Болгарии.
В 2005 году писателю присуждена болгарская премия «Златна Муза».
В 2011 году Александру Руденко была присуждена Международная Ботевская премия — высшая литературная премия Болгарии, за перевод на русский язык и издание в России произведений классика болгарской поэзии Христо Ботева.
В 2023 году в Москве была издана книга Александра Руденко «Сказы. Анекдоты в стихах», в которой автор представляет новый развлекательный жанр своего поэтического творчества. На основе известных и малоизвестных анекдотов, а также придуманных и реальных жизненных историй создаются увлекательные веселые сказы.
В настоящее время ведёт YouTube-канал «Анекдоты в стихах. Сказы от Александра Руденко»
Автор постоянно проживает в России и в Болгарии.

## Сочинения
- Ветры июля : Стихи / Александр Руденко. - Москва : "Современник", 1981. - 63 с.; 16 см.
- Река : Кн. стихов / Александр Руденко; [Худож. В. Терещенко]. - Москва : "Мол. гвардия", 1984. - 63 с. : ил.; 16 см.
- Второе зренье : Стихотворения и поэмы / Александр Руденко; [Худож. В. Терещенко]. - Москва : "Мол. гвардия", 1986. - 143 с. : ил.; 17 см.
- Избранное : [Стихи] / Александр Руденко. - Москва : Худож. лит. : Рос.-лихтенштейн.-брит. совмест. товарищество "Остоженка", 1993 (1994). - 350 с. : ил., цв. ил.; 17 см.; ISBN 5-280-03029-5
- Мужик Федор. Роман- фантасмагория в новеллах / Руденко А. А., Никишин Н. И.  Москва: «Тратек», 1999   ISBN 5-88961-002-3
- Зор Алеф. Ответы непосвященному. Предисловие и вопросы Александра Руденко – М.: СОФИЯ, ГЕЛИОС, 2002. – Издание третье. ISBN 5-220-004-55-7 («София»), ISBN 5-344-000-98-7 (ИД «Гелиос»)
- Избранное / Александр Руденко. –  Москва: «СоюзДизайн», 2002  Предисловие Л. А. Аннинского   ISBN 5-9002230-10-4
- Облом. Комическая драма в стихах / Александр Руденко. – Москва: «СоюзДизайн». 2003   ISBN 5-900230-63-5
- С луной на крыле. Мистическая поэзия – Москва:«СоюзДизайн», 2004. ISBN 5-900230-42-2
- Избранные переводы / Александр Руденко – Москва: «СоюзДизайн», 2005   ISBN 5-900230-56-2
- Четвъртият вятър [Текст] / подбор и прев. Андрей Андреев. - София : "Захарий Стоянов", 2007. - 151 с.; 21 см.; ISBN 978-954-739-940-2
- Христо Ботев. Стихотворения (Перевод с болг. А. А. Руденко). – Москва: «СоюзДизайн», 2008. ISBN 5-900230-07-4
- Четвертый ветер. Мистическая поэзия / Александр Руденко – Москва: «СоюзДизайн», 2009   ISBN 5-900230-45-7
- На земле и выше. Лучшие стихотворения. – Москва: «СоюзДизайн», 2014. ISBN 978-5-00016-008-4
- Избранное в пяти книгах. Книга 1. Стихотворения. – Москва: «СоюзДизайн», 2015. ISBN 978-5-00016-014-5
- Избранное в пяти книгах. Книга 2. Поэмы / Александр Руденко – Москва: «СоюзДизайн», 2016   ISBN 978-5-00016-017-6
- Мистерията Иванка / Александър Руденко – София: Изд. ВББ, 2017   ISBN 978-954-9352-24-5
- Избранное в пяти книгах. Книга 4. Проза. – Москва: «СоюзДизайн», 2019. ISBN 978-5-00016-050-3
- Избранное в пяти книгах. Книга 5. Избранные переводы. – Москва:«СоюзДизайн», 2020. ISBN 978-5-00016-051-0
- Сказы. Анекдоты в стихах / Александр Руденко – Москва: «СоюзДизайн», 2023   ISBN 9788-5-6048958-4-9